# Hagenberg (Bad Iburg)

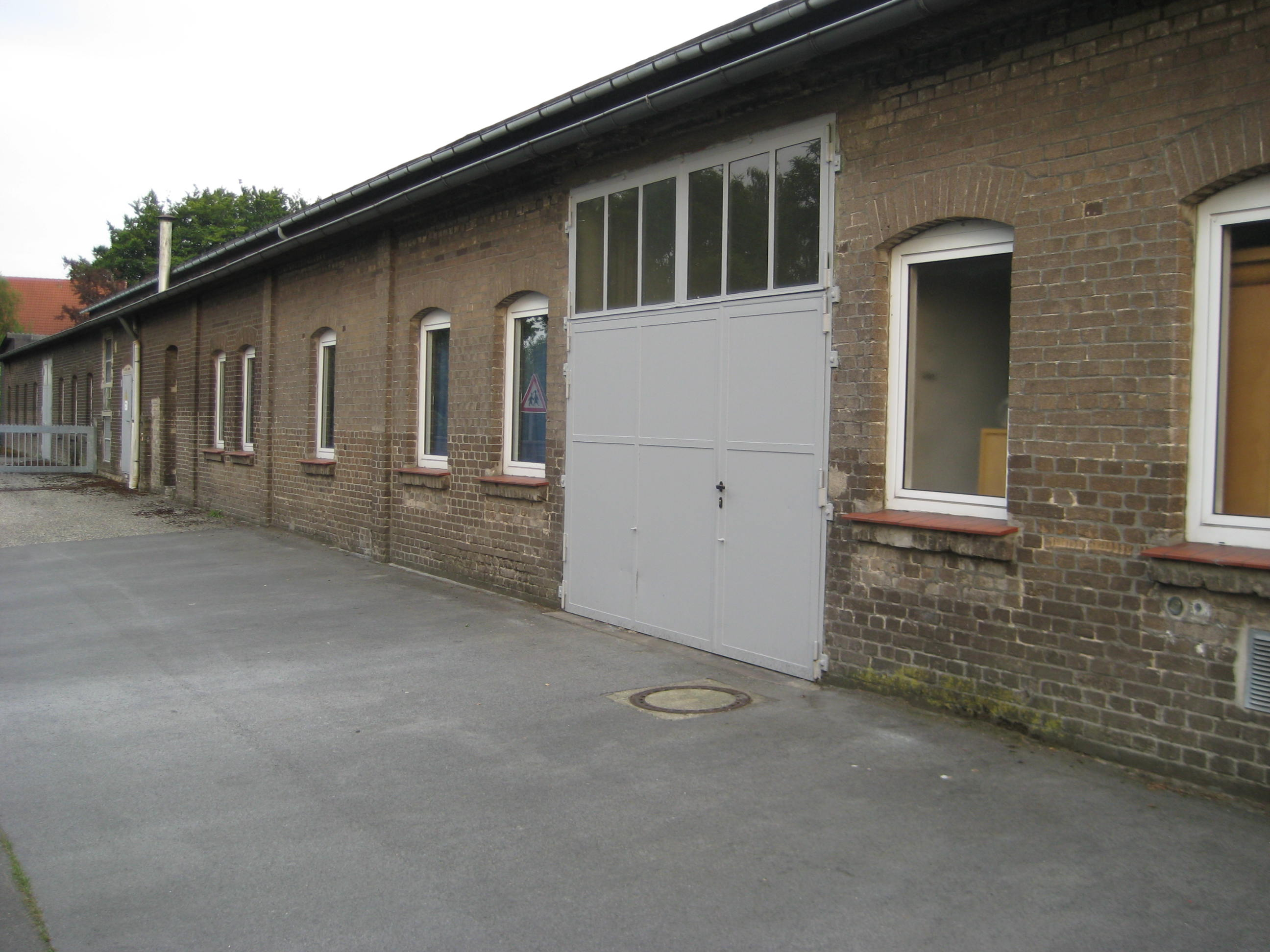
Alte Produktionsgebäude des Drahtseilwerks Tepe am Hagenberg

Der Hagenberg ist ein 139,2 Meter hoher Berg im Gebiet der Stadt Bad Iburg in Niedersachsen. 

## Lage
Der Hagenberg liegt auf der Südseite des Teutoburger Walds östlich des Bad Iburger Zentrums und des Iburger Schlosses. Die nächste Erhebung im Osten ist der Freeden. Der Hagenberg ist weitgehend besiedelt. Am Osthang liegt der Alte Friedhof des ehemaligen Fleckens Iburg. Nach dem Berg ist die „Grundschule am Hagenberg“ benannt, die als Volksschule im Jahr 1959 an der Nordseite des Hagenbergs errichtet und zunächst als Katholische und Evangelische Volksschule getrennt geführt wurde. Über den Hagenberg führt der Ahornweg, ein etwa 90 Kilometer langer Wanderweg in Form einer Schleife, deren Knoten in Bad Iburg liegt.

## Geschichte
Auf dem Hagenberg fand seit dem Mittelalter viermal jährlich das Landgoding statt; das „gebotene Ding“, das der Gograf nach Bedarf einberief, tagte auf dem Platz unterhalb der heutigen „Klotzbahn“, der Zufahrt zum Schloss Iburg. Am Landgoding nahm die gesamte Bevölkerung teil.
Der Hagenberg besteht aus Kalkstein. Im 19. Jahrhundert war der Hagenberg neben dem 206 Meter hohen Langenberg westlich Iburgs sowie dem Freeden ein Zentrum des Kalkabbaus im Flecken. 
Um 1850 begann Johannes Adolphus Vornbäumen am östlichen Hagenberg mit dem Abbau von Kalkstein, den er an Ort und Stelle in einem Kalkofen verarbeitete und nach Münster lieferte. 1893 gab Vornbäumen das Brennen von Kalk auf und widmete sich wieder seiner ursprünglichen unternehmerischen Tätigkeit, dem Viehhandel und der Schlachterei. 
1854 errichtete Wilhelm Tepe im mittleren Bereich des Bergs ein Kalkwerk mit einem Kalkofen, das 1871 um einen weiteren Ofen ergänzt wurde. Das Unternehmen, das Heinrich Tepe 1901 von seinem Vater übernommen hatte, wuchs weiter. Heinrich Tepe ließ 1911 eine Kalkmehlanlage errichten und die inzwischen betagten Kalköfen 1920/1923 durch Neubauten mit größerer Leistung ersetzen. Ein neuer Schachtofen wurde zudem 1954 errichtet. 1968 wurde die Kalkproduktion aufgegeben, als die zum Abbau geeigneten Kalksteinvorkommen erschöpft waren. 
Seit 1870 betreibt das Familienunternehmen Tepe am Hagenberg eine Hanf- und Drahtseilfabrik, die zunächst Zechen und Betriebe in der Umgebung ausrüstete. Sie stellt in fünfter Generation Drahtseile her.
Drei weitere Kalköfen anderer Betreiber standen am westlichen Hagenberg, darunter der Petermöllersche Kalkofen, dessen Betrieb 1878 aufgegeben wurde.